# Michael Peterson
Michael Iver Peterson (Tennessee, 23 ottobre 1943) è uno scrittore statunitense, condannato nel 2003 per l'omicidio della sua seconda moglie, Kathleen Peterson, avvenuto il 9 dicembre 2001.
Dopo otto anni, Peterson ha ottenuto un nuovo processo dopo che il giudice ha ritenuto che un testimone critico dell'accusa avesse fornito una testimonianza fuorviante. Nel 2017, Peterson ha presentato un patteggiamento per l'accusa ridotta di omicidio colposo. È stato condannato alla pena già scontata e liberato.

## Biografia
Michael Iver Peterson è nato vicino a Nashville, nel Tennessee, figlio di Eugene Iver Peterson e Eleanor Peterson (nata Bartolino). Si è laureato alla Duke University con una laurea in scienze politiche. Durante questo periodo, Peterson è stato presidente della confraternita Sigma Nu ed è stato redattore di The Chronicle, il quotidiano studentesco, dal 1964 al 1965. Ha frequentato la facoltà di legge dell'Università del North Carolina a Chapel Hill.
Dopo la laurea, Peterson ha accettato un lavoro civile presso il Dipartimento della Difesa degli Stati Uniti, dove è stato incaricato di ricercare argomenti a sostegno di un maggiore coinvolgimento militare in Vietnam. In quell'anno sposò anche Patricia Sue, che insegnava in una scuola elementare della base aerea di Rhein-Main a Gräfenhausen, in Germania Ovest. Ebbero due figli, Clayton e Todd. Nel 1968, Peterson è stato arruolato nel Corpo dei Marines degli Stati Uniti e ha prestato servizio nella guerra del Vietnam. Nel 1971 è stato congedato con onore con il grado di capitano dopo un incidente stradale che gli ha causato un'invalidità permanente.
Anni dopo, durante le elezioni del sindaco di Durham del 1999, Peterson dichiarò di aver ricevuto una Stella d'argento, una Stella di bronzo al valore e due Cuori viola. Aveva tutte le medaglie, ma disse di non avere la relativa documentazione. Peterson ha affermato di aver ricevuto una Purple Heart dopo essere stato colpito da una scheggia quando un altro soldato ha calpestato una mina terrestre, e l'altra quando gli hanno sparato. In seguito ammise che la sua ferita di guerra non era il risultato della ferita da schegge in Vietnam, ma era il risultato di un incidente d'auto in Giappone, dove era di stanza dopo la guerra come ufficiale di polizia militare. Il News & Observer ha detto che i documenti non contenevano alcuna menzione delle due Purple Heart che Peterson diceva di aver ricevuto.
Peterson e la sua prima moglie Patricia vissero per qualche tempo in Germania. Lì fecero amicizia con Elizabeth e George Ratliff e i loro due figli, Margaret e Martha. Dopo la morte di George, le famiglie Peterson e Ratliff divennero molto amiche. Quando Elizabeth Ratliff morì nel 1985, Michael divenne il tutore dei suoi due figli. Dopo il divorzio tra Michael e Patricia nel 1987, Clayton e Todd vissero con Patricia, mentre Margaret e Martha rimasero con Michael, che poi si trasferì a Durham, nella Carolina del Nord. In seguito anche Clayton e Todd raggiunsero il padre. Nel 1989 Michael andò a vivere con Kathleen Atwater, una dirigente di successo della Nortel. I due si sposarono nel 1997 e Caitlin, figlia di Kathleen, divenne il quinto fratello della famiglia mista.
Peterson ha scritto tre romanzi basati "sulle sue esperienze durante il conflitto vietnamita": The Immortal Dragon, A Time of War e A Bitter Peace. Con il giornalista David Perlmutt ha scritto la biografia Charlie Two Shoes and the Marines of Love Company e con Arthur L. Boyd ha scritto Operation Broken Reed. Peterson ha anche lavorato come editorialista per il quotidiano The Herald-Sun, dove le sue rubriche sono diventate famose per le critiche alla polizia e al procuratore distrettuale della contea di Durham James Hardin Jr. che in seguito avrebbe perseguito Peterson per l'omicidio della sua seconda moglie, Kathleen.

## Omicidi

### La morte di Kathleen
Il 9 dicembre 2001, Peterson chiamò i servizi di emergenza al 911, per riferire che aveva appena trovato Kathleen Peterson priva di sensi nella loro casa nel quartiere di Forest Hills a Durham, nella Carolina del Nord, e sospettava che fosse caduta da "quindici o venti, non so" scale. In seguito affermò di essere stato fuori dalla piscina e di essere rientrato alle 2:40 del mattino per trovare Kathleen ai piedi delle scale. Peterson disse che doveva essere caduta dalle scale dopo aver assunto alcol e Valium.
I risultati dell'esame tossicologico hanno mostrato che il contenuto di alcol nel sangue di Kathleen era dello 0,07% (70 mg/100mL), l'alcol nelle urine era dello 0,11 e aveva assunto tra i 5 e i 15 mg di Valium. Il referto dell'autopsia ha concluso che la 48enne aveva riportato una matrice di gravi lesioni, tra cui una frattura del cornu superiore della cartilagine tiroidea sinistra e sette lacerazioni alla sommità e alla parte posteriore della testa, compatibili con i colpi di un oggetto contundente, ed era morta per perdita di sangue da novanta minuti a due ore dopo aver subito le lesioni. [La figlia di Kathleen, Caitlin, e la sorella di Kathleen, Candace Zamperini, inizialmente proclamarono entrambe l'innocenza di Michael e lo sostennero pubblicamente insieme ai suoi figli, ma Zamperini si ricredette dopo aver saputo della bisessualità di Michael, così come Caitlin dopo aver letto il referto dell'autopsia della madre. Entrambi hanno poi rotto con il resto della famiglia.
Sebbene l'esperto forense Henry Lee, assunto dalla difesa di Peterson, abbia testimoniato che gli schizzi di sangue erano compatibili con una caduta accidentale dalle scale, gli investigatori della polizia conclusero che le ferite non erano compatibili con un simile incidente. Poiché Peterson era l'unica persona presente nell'abitazione al momento della morte di Kathleen, era il principale sospettato e fu presto accusato del suo omicidio. Si è dichiarato non colpevole.
Il medico legale, Deborah Radisch, concluse che Kathleen era morta per lacerazioni al cuoio capelluto causate da un'aggressione omicida. Secondo la Radisch, le sette lacerazioni totali sulla parte superiore e posteriore della testa di Kathleen erano il risultato di colpi ripetuti con un'arma leggera ma rigida. La difesa ha contestato questa teoria. Secondo la loro analisi, le lacerazioni non erano compatibili con colpi di alcun tipo, perché non c'erano lesioni sottostanti, come fratture del cranio o lividi, gonfiori ed emorragie cerebrali.
Il processo ha attirato una crescente attenzione da parte dei media, man mano che emergevano dettagli sulla vita privata di Peterson. Hardin e la sua squadra d'accusa (tra cui Mike Nifong) hanno attaccato la credibilità di Peterson, concentrandosi sulla sua presunta dichiarazione errata del servizio militare e su quella che hanno descritto come una "vita gay" che conduceva e teneva segreta. L'accusa ha sostenuto che il matrimonio dei Peterson era tutt'altro che felice, suggerendo che Kathleen avesse scoperto la presunta "vita gay" segreta di Michael e volesse porre fine al loro matrimonio. È stato il principale movente offerto dall'accusa al processo per il presunto omicidio di Kathleen (l'altro era una polizza di assicurazione sulla vita da 1,5 milioni di dollari). Secondo l'assistente del procuratore distrettuale Freda Black, Kathleen sarebbe stata infuriata nell'apprendere che suo marito, che amava veramente, era bisessuale e aveva una relazione extraconiugale, non con un'altra donna ma con un uomo, il che sarebbe stato umiliante e imbarazzante per lei. Riteniamo che, una volta appresa questa informazione, sia nata una discussione e si sia verificato un omicidio".
La difesa ha sostenuto che Kathleen accettava la bisessualità di Michael e che il matrimonio era molto felice, una posizione sostenuta dai figli di Michael e Kathleen e da altri amici e collaboratori. Invece l'accusa ha affermato che l'omicidio di Kathleen è stato probabilmente commesso con un attizzatoio da caminetto fatto su misura, chiamato "blow poke". L'attizzatoio era stato regalato ai Peterson dalla sorella di Kathleen, ma era scomparso dalla casa al momento delle indagini. Più tardi, durante il processo, il team della difesa ha prodotto il punteruolo mancante, che secondo loro era stato dimenticato nel garage dagli investigatori della polizia. I test forensi hanno rivelato che era rimasto intatto e inalterato per troppo tempo per essere stato usato nell'omicidio.[citazione necessaria] Un giurato contattato dopo il processo ha notato che la giuria aveva scartato l'idea che la cerbottana fosse l'arma del delitto.

### Sospetti sulla morte di Elizabeth Ratliff
Anche Elizabeth Ratliff, un'amica dei Peterson morta in Germania nel 1985, era stata trovata morta ai piedi della sua scala con ferite alla testa. Sulla sua morte avevano indagato sia la polizia tedesca sia la polizia militare statunitense. L'autopsia effettuata al momento del decesso ha concluso che la Ratliff è morta per un'emorragia intracerebrale secondaria al disturbo della coagulazione del sangue, la malattia di Von Willebrand, sulla base del sangue presente nel liquido cerebrospinale e delle segnalazioni di forti e persistenti mal di testa nelle settimane precedenti la morte. Il medico legale ha stabilito che l'emorragia ha causato la morte immediata, seguita dalla caduta di Ratliff dalle scale dopo il collasso. I Peterson avevano cenato con Ratliff e le sue figlie e Peterson era rimasto ad aiutare Ratliff a mettere a letto i bambini prima di tornare a casa. La tata delle bambine, Barbara, scoprì il corpo quando arrivò la mattina dopo. Peterson fu l'ultima persona nota a vederla viva.
Prima del processo a Peterson, il tribunale di Durham ordinò l'esumazione del corpo imbalsamato della Ratliff, sepolto in Texas, per una seconda autopsia nell'aprile 2003.[10] Furono presi accordi affinché il medico legale di Durham, che aveva inizialmente eseguito l'autopsia di Kathleen, eseguisse questa nuova valutazione, nonostante le obiezioni degli avvocati della difesa che sostenevano che l'autopsia dovesse essere eseguita dai medici legali del Texas. Il corpo fu quindi trasportato dal Texas a Durham. Il medico legale di Durham trovò prove sufficienti tratte dai risultati della seconda autopsia, insieme a nuove dichiarazioni di testimoni che descrivevano la scena del crimine,[10] per ribaltare i risultati precedenti ed elencare la causa di morte di Ratliff come "omicidio".
L'accusa rifiutò di accusare Peterson della morte di Ratliff, ma introdusse il decesso nel processo come un incidente che aveva dato a Peterson l'idea di come "fingere" l'incidente di Kathleen. Nonostante la polizia abbia riferito che c'era poco sangue sulla scena della morte di Ratliff, la tata, che fu la prima a scoprire il corpo di Ratliff nel 1985, è salita sul banco dei testimoni al processo di Peterson e ha testimoniato che c'era una grande quantità di sangue sulla scena. Un altro testimone ha dichiarato di aver trascorso gran parte della giornata a pulire le macchie di sangue dal muro. Il dubbio sull'ammissibilità della prova di Ratliff in tribunale è stato uno dei motivi del successivo appello contro la sua condanna, presentato dagli avvocati di Peterson nel 2005.
Nell'ottobre 2002, in qualità di amministratore del patrimonio di Kathleen, Caitlin ha presentato una richiesta di risarcimento per morte ingiusta contro Peterson. Nel giugno 2006, Peterson ha dichiarato volontariamente bancarotta. Due settimane dopo, Caitlin ha presentato un'obiezione al fallimento. Il 1º febbraio 2007, Caitlin e Peterson hanno patteggiato per 25 milioni di dollari, in attesa dell'accettazione da parte dei tribunali interessati; la finalizzazione dell'accordo da parte del tribunale è stata annunciata il 1º febbraio 2008.

### Il verdetto
Il 10 ottobre 2003, dopo uno dei processi più lunghi della storia della Carolina del Nord, una giuria della contea di Durham ha dichiarato Peterson colpevole dell'omicidio di Kathleen,[ ed è stato condannato all'ergastolo senza possibilità di libertà condizionata.[12] La negazione della libertà condizionata richiede la premeditazione. Nonostante la giuria abbia accettato l'omicidio come un crimine "improvviso", ha anche ritenuto che fosse premeditato. Come ha spiegato un giurato, premeditazione non significava solo pianificare ore o giorni prima, ma poteva anche significare pianificare nei secondi prima di commettere un crimine d'impulso. Peterson è stato rinchiuso nel Nash Correctional Institution vicino a Rocky Mount fino a quando è stato rilasciato il 16 dicembre 2011.

### L'appello
L'appello di Peterson è stato presentato dal suo avvocato difensore, con Thomas Maher in veste di avvocato d'ufficio, ed è stato discusso davanti alla Corte d'Appello della Carolina del Nord il 18 aprile 2006. Il 19 settembre, la Corte d'Appello ha respinto le argomentazioni di Peterson secondo cui non avrebbe avuto un processo equo a causa di ripetuti errori giudiziari. La sentenza d'appello ha affermato che le prove sono state ammesse in modo equo. I giudici hanno trovato dei difetti in un mandato di perquisizione, ma hanno detto che non hanno avuto alcun effetto negativo sulla difesa. Poiché la sentenza non è stata unanime, secondo la legge della Carolina del Nord, Peterson aveva il diritto di appellarsi alla Corte Suprema della Carolina del Nord, che ha accettato il caso. Il 10 settembre 2007 si è tenuta una discussione orale. Il 9 novembre, la Corte ha annunciato di aver confermato la decisione dell'appello. In assenza di un riesame della sentenza o della presentazione di una questione federale, Peterson aveva esaurito i suoi appelli contro il verdetto.
Il 12 novembre 2008, gli avvocati J. Burkhardt Beale e Jason Anthony di Richmond, Virginia, che ora rappresentano Peterson, hanno presentato una mozione per un nuovo processo presso il tribunale della contea di Durham sulla base di tre motivi: l'accusa aveva nascosto prove a discarico sul colpo di pistola, l'accusa aveva utilizzato un testimone esperto le cui qualifiche erano contestate e un giurato aveva basato il suo giudizio su fattori razziali. Il 10 marzo 2009, la mozione di Peterson è stata respinta dalla Corte Superiore della Contea di Durham.

### Teoria del gufo
Alla fine del 2009 è stata avanzata una nuova teoria sulla morte di Kathleen: la donna sarebbe stata attaccata da un gufo all'esterno, sarebbe caduta dopo essersi precipitata all'interno e avrebbe perso i sensi dopo aver battuto la testa sul primo gradino delle scale. La teoria del gufo è stata avanzata dall'avvocato di Durham T. Lawrence Pollard, un vicino di casa dei Peterson che non era coinvolto nel caso ma aveva seguito i dettagli pubblici. Si è rivolto alla polizia suggerendo che il responsabile potrebbe essere un gufo dopo aver letto l'elenco delle prove del North Carolina State Bureau of Investigation (SBI) e aver trovato una piuma nell'elenco. Gli avvocati di Peterson avevano stabilito che il rapporto della scientifica dell'SBI elencava una microscopica piuma di gufo e una scheggia di legno proveniente da un ramo d'albero impigliato in un ciuffo di capelli che era stato tirato fuori dalle radici e trovato stretto nella mano sinistra di Kathleen. Un riesame dei capelli nel settembre 2008 aveva trovato altre due microscopiche piume di gufo.
Secondo Pollard, se alla giuria fossero state presentate queste prove, esse avrebbero "influenzato materialmente la loro deliberazione e quindi avrebbero influenzato materialmente il loro verdetto finale". I procuratori hanno ridicolizzato l'affermazione e Deborah Radisch, che ha condotto l'autopsia di Kathleen, ha affermato che è improbabile che un gufo o qualsiasi altro uccello possa aver inferto ferite così profonde come quelle sul cuoio capelluto. Tuttavia, l'opinione della Radisch è stata contestata da altri esperti in tre distinti affidavit depositati nel 2010.
Nonostante l'interesse per questa teoria da parte di alcuni sostenitori esterni, nel 2009 non è stata presentata alcuna mozione per un nuovo processo su questo punto. Il 2 marzo 2017 (dopo il suo patteggiamento), l'avvocato di Peterson ha presentato una mozione per consentirgli di pagare un esperto di uccelli presso lo Smithsonian Institution per esaminare i frammenti di piume trovati nei capelli di Kathleen per determinare se sia stata attaccata o meno da un gufo.

### Udienza del nuovo processo
Nell'agosto 2010, in seguito a una serie di articoli di giornale critici nei confronti dell'SBI, il procuratore generale della Carolina del Nord Roy Cooper ha condotto un'indagine che ha portato alla sospensione dell'analista dell'SBI Duane Deaver, uno dei principali testimoni contro Peterson, dopo che il rapporto ha ritenuto il suo lavoro tra i peggiori svolti in decine di casi criminali imperfetti. Pollard ha poi presentato degli affidavit a sostegno di una mozione con cui il giudice della Corte Superiore Orlando Hudson ordinava all'ufficio del medico legale di Stato di consegnare tutta la documentazione relativa all'autopsia di Kathleen agli avvocati di Peterson. Tuttavia, il giudice Hudson ha impedito a Pollard di presentare ulteriori mozioni per conto di Peterson perché non lo rappresentava. Una nuova mozione è stata presentata nell'agosto 2010 da David Rudolf, uno degli avvocati originari di Peterson, che ha agito pro bono nel procedimento di contestazione della testimonianza dell'SBI.
Deaver è stato licenziato dall'SBI nel gennaio 2011, dopo che un audit indipendente dell'agenzia ha scoperto che aveva rappresentato falsamente le prove in 34 casi, tra cui l'occultamento di risultati negativi nel caso di Greg Taylor, un uomo della Carolina del Nord che ha trascorso diciassette anni in prigione per una condanna di omicidio basata sulla testimonianza di Deaver. Un team di analisi delle macchie di sangue che Deaver aveva formato è stato sospeso e sciolto. Nel processo Peterson del 2003, Deaver ha testimoniato di aver avuto come mentore lo specialista di macchie di sangue dell'SBI David Spittle, di aver lavorato su 500 casi di macchie di sangue, di aver scritto 200 rapporti e di aver testimoniato in 60 casi. Durante l'udienza del nuovo processo, il vicedirettore dell'SBI Eric Hooks ha testimoniato che Deaver aveva redatto solo 47 rapporti. Spittle ha dichiarato di non ricordare di aver fatto da mentore a Deaver che, dopo aver completato un corso di formazione di due giorni negli anni '80, aveva testimoniato solo in quattro casi, di cui il caso Peterson era il terzo. L'SBI ha citato l'analisi delle macchie di sangue fornita nel quarto caso come motivo del licenziamento di Deaver.
Il 16 dicembre 2011, Peterson è stato rilasciato dal carcere della contea di Durham su cauzione di 300.000 dollari e posto agli arresti domiciliari con una cavigliera. Il suo rilascio su cauzione ha fatto seguito a un ordine giudiziario per un nuovo processo dopo che il giudice Hudson ha rilevato che Deaver aveva fornito una testimonianza "materialmente fuorviante" e "deliberatamente falsa" sulle prove delle macchie di sangue e aveva esagerato la sua formazione, esperienza e competenza. L'ex procuratore generale della Carolina del Nord, Rufus L. Edmisten, ha affermato che qualsiasi prova raccolta dopo l'arrivo di Deaver sulla scena del crimine potrebbe essere considerata inammissibile in un nuovo processo. Nel luglio 2014, le restrizioni sulla cauzione di Peterson sono state alleggerite.
Nell'ottobre 2014, il tribunale ha nominato Mike Klinkosum a rappresentare Peterson, in sostituzione di David Rudolf, che aveva lavorato pro bono sul caso da quando la condanna di Peterson era stata annullata. Rudolf aveva dichiarato di non potersi più permettere di rappresentare Peterson senza essere pagato. Il 14 novembre 2016, la richiesta di Peterson di archiviare il secondo processo è stata respinta e l'inizio di un nuovo processo è stato fissato per l'8 maggio 2017. Tuttavia, un notiziario del 7 febbraio 2017 ha indicato che una risoluzione era stata negoziata da Rudolf (che rappresentava nuovamente Peterson) e dal procuratore distrettuale della contea di Durham.

### Il patteggiamento d'Alford
Il 24 febbraio 2017, Peterson si è dichiarato colpevole di omicidio volontario di Kathleen (un'ammissione di colpevolezza perché esistono prove sufficienti per condannarlo, ma l'imputato si dichiara innocente). Il giudice lo ha condannato a un massimo di 86 mesi di carcere, con l'accredito del tempo precedentemente scontato. Poiché Peterson aveva già scontato una pena superiore a quella prevista dalla sentenza (98,5 mesi), non dovette affrontare un'ulteriore pena detentiva.

## Nei media

### Film sul caso
Il caso giudiziario ha suscitato grande interesse anche grazie al documentario televisivo The Staircase, che ha descritto in dettaglio i problemi legali e personali di Peterson. È stato diretto dal regista francese Jean-Xavier de Lestrade e distribuito da Maha Productions nell'ottobre 2004. Il documentario offre una rappresentazione intima dei preparativi della difesa per il processo. Esamina anche il ruolo e il comportamento della stampa che ha coperto gli aspetti del caso. I registi hanno iniziato il loro progetto poche settimane dopo la morte di Kathleen e l'incriminazione di Peterson per omicidio; la selezione della giuria ha avuto luogo nel maggio 2003 e il processo è iniziato nel luglio 2003.
Dopo il verdetto di colpevolezza, de Lestrade intervistò i giurati per scoprire le ragioni del loro verdetto.[36] In linea di massima, i giurati furono influenzati dalla quantità di sangue perso da Kathleen e dal numero di lacerazioni, che indicavano che non poteva trattarsi di un incidente. Henry Lee, tuttavia, aveva testimoniato al processo che la quantità di sangue era irrilevante, in quanto gli schizzi di sangue indicavano che la maggior parte era stata spruzzata mentre la donna tossiva e il sangue le colava sul viso a causa delle ferite. Ha anche suggerito che parte del sangue potrebbe essere stato diluito con l'urina. Lee aveva anche duplicato per la giuria gli schizzi di sangue dovuti alla tosse bevendo ketchup e sputandolo.
Nel novembre 2012, de Lestrade ha realizzato un sequel, The Staircase 2: The Last Chance, presentato in anteprima al Festival internazionale del film documentario di Amsterdam. Il film documenta le argomentazioni della famiglia di Peterson e del suo team legale per chiedere un nuovo processo, nel quale hanno successo.
Nel 2019, l'uomo ha pubblicato il proprio resoconto della sua vita dopo la morte della moglie in un libro di memorie indipendente, Behind the Staircase. Anche The Staircase - Una Morte Sospetta, una miniserie del 2022 con Colin Firth e Toni Collette, ha come soggetto questo caso di omicidio. Il documentario, suddiviso in otto episodi da 45 minuti, è stato assemblato da oltre 600 ore di filmati.
Sulla morte di Kathleen sono stati prodotti anche numerosi podcast, programmi radiofonici e altri media.